# アウグスト・フォン・ワッセルマン

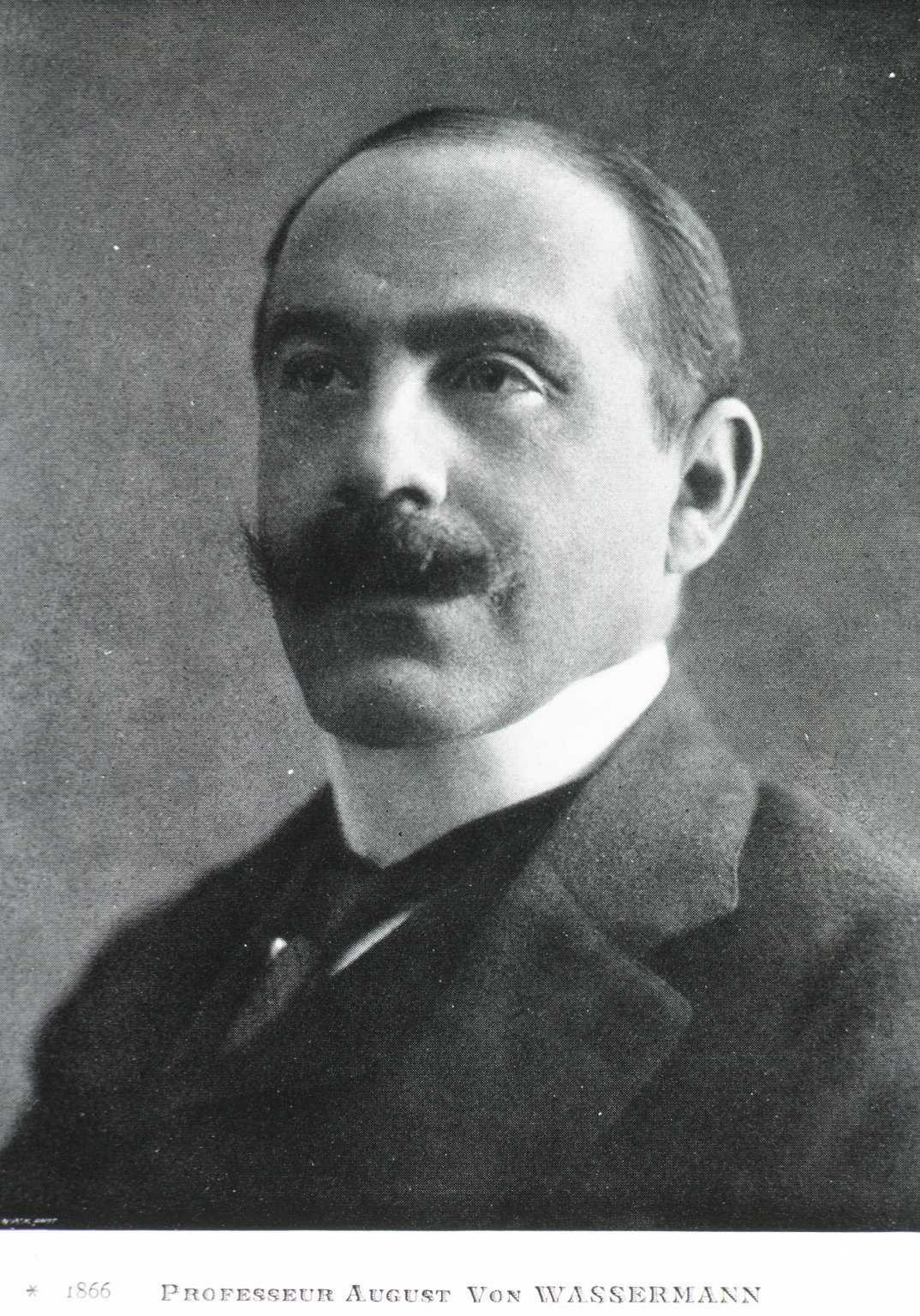
アウグスト・フォン・ヴァッサーマン

アウグスト・フォン・ヴァッサーマン、または、ワッセルマン（ドイツ語: August von Wassermann、1866年2月21日 - 1925年3月16日）は、ドイツの免疫学者、細菌学者である。梅毒の血清学的診断法として用いられたワッセルマン反応の開発者として知られる。

## 略歴
バンベルクのユダヤ系の家に生まれた。父親はバイエルン宮廷投資・財政顧問(いわゆる宮廷ユダヤ人)であった。エアランゲン大学、ストラスブール大学で医学を学んだ後、1890年に新設された王立プロイセン感染症研究所（現在のロベルト・コッホ研究所）でロベルト・コッホの下で働いた。1906年には、研究所で実験的治療と血清研究の部長を務め、1913年から新設された、カイザー・ヴィルヘルム実験医療研究所(現在のマックス・プランク研究所)所長として働いた。
1906年に発表されたワッセルマン反応は、その前年、フリッツ・シャウディン (Fritz Schaudinn) とエーリヒ・ホフマン (Erich Hoffmann) らによって原因菌、梅毒スピロヘータが発見されたのを受けて、開発された補体結合反応で、感染の早期発見と新たな感染防止に役立った検査法である。ワッセルマン反応が有名であるが、それ以外にもオステルターク (Robert von Ostertag) らと家畜の血清療法なども開発した。1921年に微生物学と免疫学に貢献した学者に贈られる、アロンソン賞 (Aronson-Preis) の最初の受賞者となった。
妻のアリス (Alice von Wassermann:1874–1943) は彼女の妹でカトリックに改宗していた画家のヘレーネ・フォン・タウシ
ヒ(Helene von Taussig:1879–1942) とともに、ホロコーストの犠牲となった。また、息子のRobert von Wassermannも同じくホロコーストの犠牲となった。